# قسم اجارود الشمالي الريفي (مقاطعة غرمي)
قسم اجارود الشمالي الريفي (بالفارسية: دهستان اجارود شمالی) هي منطقة سكنية تقع في قسم في إيران. يقدر عدد سكانها بـ 4,041 نسمة .